# Directive Hannibal
Pour les articles homonymes, voir Hannibal (homonymie).

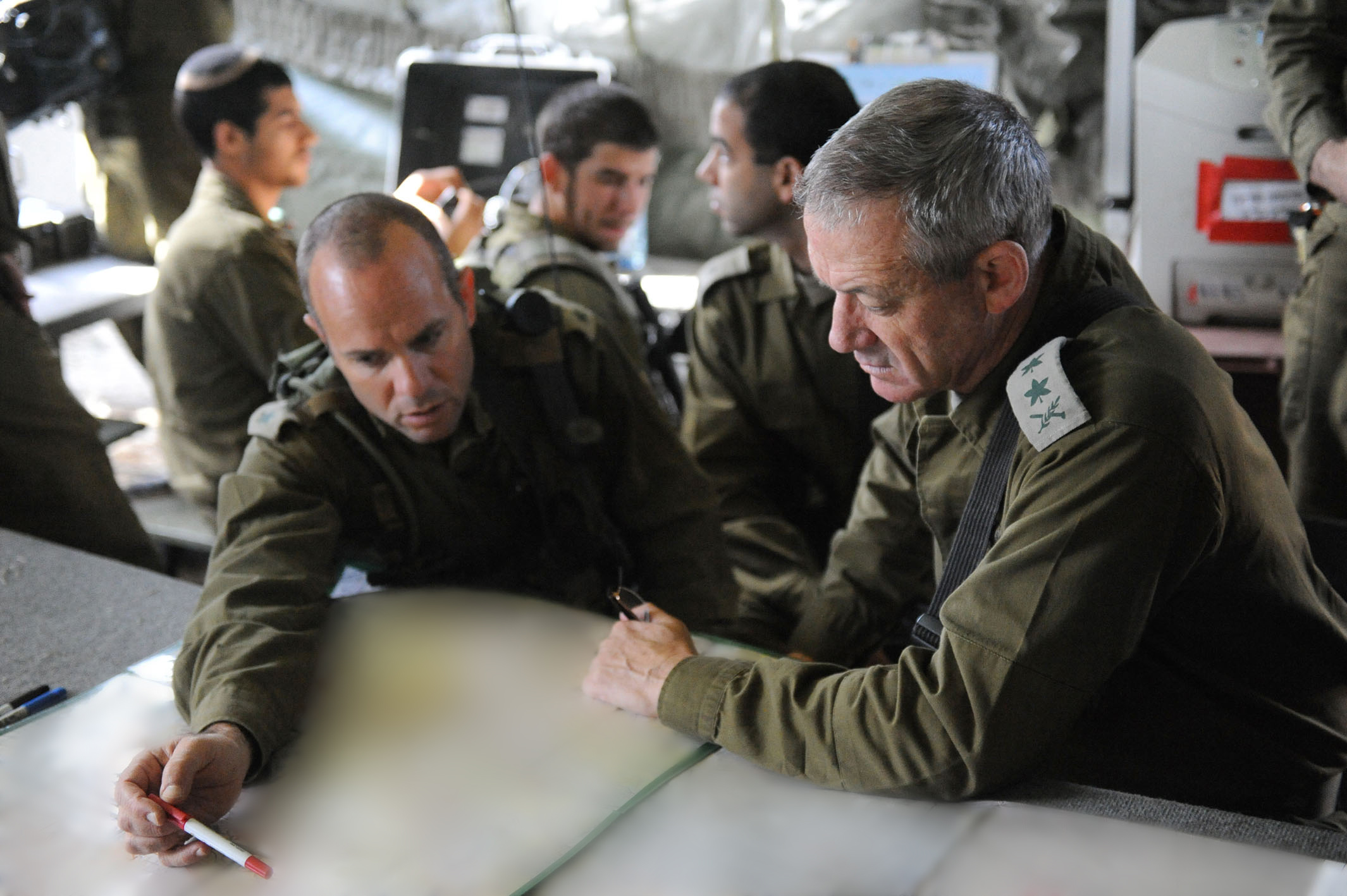
Le chef d'état-major des Forces de défense d'Israël (IDF) Benny Gantz lors d'un exercice au cours duquel des soldats s'entraînent à répondre au scenario d'enlèvement d'un soldat. S'adressant au forum de l'armée, Ganz affirme que la directive ne permet pas à l'IDF de tuer un soldat pour éviter sa capture.

La Directive Hannibal (en hébreu : נוהל חניבעל, Nohal Hannibal) ou procédure Hannibal est une directive secrète de l'Armée de défense d'Israël dont l'objectif est d'empêcher la capture de soldats israéliens par des forces ennemies au cours des combats. Israël a — à quelques notables exceptions près — adhéré au principe consistant à ne pas négocier avec ceux qu'elle considère comme « terroristes » et, en particulier, lors de prises d'otages. Cette doctrine a connu des succès remarquables, lors de l'opération Entebbe par exemple, ainsi que des échecs retentissants avec de nombreuses pertes humaines, lors du massacre de Ma'alot. Dans des situations où des soldats israéliens avaient été capturés et qu'aucune solution militaire n'était envisageable, Israël a été contraint de négocier un échange de prisonniers avec ses ennemis. À plusieurs reprises, ces négociations ont donné lieu à la libération de plusieurs centaines voire milliers de détenus (condamnés ou suspectés), auparavant en captivité en Israël.
La directive, formulée en 1986 par un groupe d'officiers supérieurs israéliens, prévoit qu'en cas de capture d'un soldat, la principale mission des forces armées israéliennes est la libération des prisonniers, y compris si le processus doit entraîner la blessure des soldats capturés. Le nom de la directive a été choisi au hasard par un programme informatique de Tsahal.
La directive permet aux commandants de prendre toutes les actions qu'ils jugent nécessaires, y compris si cela met en danger la vie du ou des soldats capturés, pour mettre un terme à l'enlèvement. Cette directive n'autorise pas de tuer un soldat pour empêcher son enlèvement, selon le chef d'état-major de l'Armée de défense d’Israël Benny Gantz.

## La directive
Le contexte qui a provoqué la formulation de la directive est la capture de deux soldats israéliens au cours d'une embuscade menée par le Hezbollah au sud Liban en juin 1986. Les deux soldats sont probablement tués au cours de l'attaque et leurs dépouilles sont restituées à Israël dans un échange avec le Hezbollah en 1996. Les auteurs de l'ordre sont alors trois officiers supérieurs du Commandement régional du Nord de l'Armée de défense d'Israël, le major général Yossi Peled (en), l'officier au commandement de l'opération, le colonel Gabi Ashkenazi, et son officier responsable du renseignement, le colonel Yaakov Amidror (en).
Au cours d'une des rares interviews données par l'un des auteurs de la directive, Yossi Peled (par la suite ministre sans portefeuille du gouvernement Netanyahou II) a nié que cette directive impliquait un ordre systématique de tuer des soldats israéliens plutôt que de les laisser être capturés par les forces ennemies. L'ordre permet seulement à l'armée de risquer la vie d'un soldat capturé, pas de le sacrifier. Au cours de cette interview, Peled affirme : « je ne lâcherais pas une bombe d'une tonne sur le véhicule, mais je tirerais dessus avec un obus de tank », avant d'ajouter que personnellement il « préférerait être tué [par des soldats israéliens] que de tomber entre les mains du Hezbollah ».
Le but de la directive Hannibal est d'empêcher l'enlèvement de soldats israéliens par les forces ennemies, même au prix des vies de ces soldats. Les soldats israéliens ont pour ordre d'empêcher toute tentative d'enlèvement par la force et d'utiliser tous les moyens disponibles à cette fin. La logique controversée derrière l'ordre semble être qu'un soldat mort est préférable à un captif. Le quotidien israélien Haaretz publie la formulation suivante en 2003 :

« Lors d'un enlèvement, la principale mission est de sauver nos soldats des ravisseurs, même si cela doit se faire au prix de blesser nos soldats. Des armes à feu légères doivent être utilisées afin de mettre les ravisseurs à terre ou de les arrêter. Si le véhicule ou les ravisseurs ne s'arrêtent pas, un seul coup de feu (sniper) doit être tiré, délibérément, afin de frapper les ravisseurs, même si cela implique de toucher nos soldats. En tout cas, tout sera fait pour arrêter le véhicule et ne pas permettre aux ravisseurs de s'échapper,. »

L'ordre est considéré comme très secret et son existence a souvent été niée par les autorités militaires israéliennes. Le texte exact de la directive n'est pas connu et il a apparemment été mis à jour à plusieurs reprises.
Pendant des années, l'existence de la directive a rarement été mentionnée dans les médias israéliens et la censure militaire a généralement empêché que son existence soit portée à la connaissance du public. La directive a parfois été évoquée en passant ou décrite en termes purement généraux. Ainsi, par exemple, le journaliste Anshel Pfeffer, décrit la directive dans un article du Jerusalem Post de 2006, comme une « prétendue procédure standard » dans l'éventualité d'une tentative d'enlèvement, dont « les soldats ont connaissance, mais jamais officiellement ».
La directive Hannibal est décrite pour la première fois en détail en 2003 dans un article de la journaliste d’Haaretz Sara Leibovich-Dar, dans lequel cette dernière interview plusieurs officiers de haut rang, y compris les auteurs de la directive.
Amos Harel (en) écrit dans Haaretz en novembre 2011 que la directive Hannibal avait été un temps suspendue « en raison de l'opposition suscitée dans l'opinion publique et parmi les soldats réservistes » et qu'elle n'avait été ré-instituée qu'après l'enlèvement du soldat Gilad Shalit en juin 2006. L'ordre stipule désormais que les commandants de Tsahal peuvent prendre toutes les mesures nécessaires, même au risque de mettre en danger la vie d'un soldat enlevé, pour déjouer l'enlèvement. Il ne leur permet pas de tuer un soldat israélien enlevé. Harel écrit qu'une sorte de « loi orale » a été mise au point par Tsahal, « loi » qui est soutenue par de nombreux commandants, même au niveau de la brigade et de la division, qui va plus loin que l'ordre officiel, y compris l'utilisation d'obus de char ou de frappes aériennes. « Une interprétation officieuse et dangereuse du protocole a été créée »,, d'après les déclarations d'un officier supérieur à Haaretz. « Cibler intentionnellement un véhicule dans le but de tuer la personne enlevée est un ordre totalement illégal. Le Haut commandement de l'armée doit clarifier ce point auprès des officiers. ».
Avant la guerre de Gaza en 2008-2009, le lieutenant-colonel Shuki Ribak, le commandant du 51e bataillon de la brigade Golani ordonne à ses soldats d'éviter l'enlèvement à tout prix et a même précisé qu'il attendait de ses soldats qu'ils se suicident plutôt que d'être enlevés :

« Aucun soldat du Bataillon 51 ne sera enlevé, à n'importe quel prix. À n'importe quel prix. Dans n'importe quelle condition. Même si cela signifie qu'il se fait exploser avec sa propre grenade avec ceux qui essaient de le capturer. Y compris si cela signifie que son unité doit effectuer un tir de barrage sur la voiture qui tente de l'emmener,,. »

## Controverse au sein de l'armée
L'ordre a été très controversé à l'intérieur des Forces de défense israéliennes. L'article de Haaretz cite plusieurs cas où des soldats ou des officiers ont refusé ou prévu de refuser de se conformer à la directive pour des raisons juridiques ou morales.
Le Dr Avner Shiftan, un médecin de l'armée avec le grade de major, a été confronté à la directive Hannibal alors qu'il était réserviste dans le sud Liban en 1999. Au cours de réunions de préparation de l'armée, il « a pris connaissance d'une procédure ordonnant aux soldats de tuer un soldat de Tsahal s'il devait être pris en otage par le Hezbollah. Cette procédure [l]'a frappé comme étant illégale et incompatible avec le code moral de l'armée israélienne. [Il a] compris que ce n'était pas une procédure locale, mais qu'elle émanait de l'état-major, et [a] eu le sentiment qu'une approche directe des autorités militaires ne serait d'aucune utilité, et que ses objections finiraient dans un tiroir ». Il contacte Asa Kasher (en), le philosophe israélien célèbre pour avoir rédigé le Code de conduite des Forces de défense israéliennes, qui « a eu du mal à croire qu'une telle procédure existe », puisque celle-ci serait « condamnable d'un point de vue éthique, légal et moral ». Kasher doute que « il y ait quelqu'un dans l'armée » pour croire que « mieux vaut un soldat mort qu’un soldat enlevé ».
Sur ce dernier point cependant, Asa Kasher semble s'être trompé. En 1999, le Chef d'état-major Shaul Mofaz déclara dans un entretien avec le quotidien israélien Yedioth Ahronoth : « Dans certains sens, avec toute la douleur que dire cela implique, un soldat enlevé, contrairement à un soldat qui a été tué, est un problème national. ». Interrogé sur le fait qu'il faisait référence à des cas comme celui de Ron Arad (un navigateur de l'Armée de l'air capturé en 1986) et Nachson Wachsman (un soldat capturé, tué en 1994 dans une tentative de sauvetage échouée), il répondit « bien sûr, et pas uniquement ».
La légalité de l'ordre n'a jamais été formellement examinée par le service juridique de l'armée israélienne. Selon le professeur Emanuel Gross (de), de la Faculté de droit de l'Université de Haïfa, des juristes experts auraient dû être impliqués. « Les ordres de ce genre doivent passer par le filtre du Bureau de l'avocat général militaire, et si celui-ci n'a pas été saisi c'est très grave », dit-il. « La raison en est que l'ordre qui permet de donner sciemment la mort à ses propres soldats, même si les intentions étaient différentes, porte un drapeau noir et est un ordre illégal de façon flagrante qui sape les valeurs les plus centrales de nos normes sociales »,.

## Incidents lors de l'invocation de la directive
- La directive Hannibal est invoquée en octobre 2000 après la capture de trois soldats israélien (en) dans la région des fermes de Chebaa, occupée par Israël. Une patrouille frontalière israélienne est attaquée par une brigade du Hezbollah avec des tirs de roquettes et d'armes automatiques. Trois soldats israéliens sont faits prisonniers et emmenés au Liban par leurs ravisseurs, au-delà de la ligne de cessez-le-feu. Lorsqu'il prend connaissance de l'enlèvement, le commandement du Nord émet une directive Hannibal. Des hélicoptères d'attaque israéliens tirent sur 26 véhicules suspects différents se déplaçant dans la zone[4].

Le nombre de victimes faites par ces attaques aériennes, civils ou membres du Hezbollah, est inconnu. On ignore également si les soldats captifs étaient effectivement à l'intérieur de l'un de ces véhicules, comme on l'a supposé. S'ils l'étaient effectivement, il y a de grandes chances pour qu'ils aient été tués par des tirs israéliens. Leurs corps ont été rendus lors d'un échange avec le Hezbollah en novembre 2003.
- En juillet 2006, deux soldats israéliens, Ehud Goldwasser et Eldad Regev, sont capturés par le Hezbollah au cours d'un raid trans-frontalier (en). La directive Hannibal est à nouveau invoquée et une force composée de chars et de véhicules blindés de transport de personnel est envoyée à la frontière pour capturer un poste du Hezbollah et bloquer les voies de sortie de la ville de Ayta ash-Sha’b, où les ravisseurs s'étaient probablement réfugiés.

Cependant, un char de combat Merkava II saute sur une puissante charge explosive ; il est totalement détruit. Ses quatre membres d'équipage sont tués sur le coup et la mission est annulée,,.
La directive Hannibal a déclenché la mise en place immédiate d'une surveillance et de frappes aériennes à l'intérieur du territoire libanais destinées à limiter la capacité du Hezbollah à déplacer les soldats qu'il avait capturés. Un haut responsable israélien déclare alors : « Si nous les avions trouvés, nous aurions dû les frapper, même si cela signifiait tuer les soldats,. »
- La directive Hannibal est également invoquée lors de l'enlèvement du soldat Gilad Shalit. La commission d'enquête sur l'enlèvement dirigée par Giora Eiland (en) a conclu que l'enlèvement n'a pas pu être empêché parce qu'il a fallu plus d'une heure entre le moment où le char de Gilad Shalit a été frappé et celui où la directive Hannibal a été mise en œuvre.

À ce moment, Shalit est déjà bien à l'intérieur de la bande de Gaza.
- Pendant la guerre de Gaza de 2008-2009, la directive Hannibal est invoquée. Un soldat israélien est blessé par balle par un combattant du Hamas lors d'une opération de recherche dans une maison d'un des quartiers de Gaza. Ses camarades évacuent la maison craignant qu'elle n'ait été piégée. Selon les témoignages de soldats ayant pris part à l'incident, la maison a ensuite été bombardée pour empêcher le soldat blessé d'être capturé par le Hamas. Selon le porte-parole de Tsahal le soldat a été tué par les coups de feu de terroristes[24].
- Le 1er août 2014, durant l'opération Bordure protectrice, la procédure Hannibal est déclenchée après l'enlèvement du second-lieutenant Hadar Goldin. L'armée israélienne, pensant que le soldat est encore vivant, bombardent lourdement la zone de Rafah — au sud de la bande de Gaza — pour empêcher les ravisseurs de fuir, avant de déclarer le soldat mort[25].

D'après des sources palestiniennes, une centaine de civils sont tués au cours de ce bombardement. Selon le journaliste du site israélien Ynet, Attila Somfalvi, les mots « Hannibal! Hannibal! » sont criés par des officiers sur les systèmes de communication militaires dès l'annonce de la capture de Goldin.
- La directive est appliquée lors des attaques terroristes du 7 octobre 2023 selon une enquête du journal Haaretz et un rapport de l'ONU. Ordre aurait été donné qu’« aucun véhicule ne puisse retourner à Gaza », alors même qu’une source au sein du commandement sud indique que « tout le monde savait que ces véhicules transportaient des civils ou soldats kidnappés », provoquant un nombre de morts indéterminé parmi les soldats et civils israéliens qui avaient été enlevés par les combattants du Hamas[27].

## Réactions
« Aucune mère ne veut que son fils soit tué plutôt que d'être fait prisonnier… Vous préférez attendre jusqu'à ce qu'il revienne, même si cela doit durer pendant de très nombreuses années. »

— Pnina Feldman, mère de Zvi Feldman, disparu depuis la bataille de Sultan Yacoub au Liban, en juin 1982.

« Le cauchemar que nous avons vécu pendant 10 ans est indescriptible, mais malgré cela, je ne serais pas d'accord pour que les camarades d'un soldat enlevé tentent de le sauver au risque de le tuer. Tant qu'il y a la vie il y a de l'espoir. J'ose espérer que les soldats refuseraient d'obéir à l'ordre et ne tueraient pas un soldat israélien. Quels sont les effets de la directive sur le moral des soldats ? Un soldat qui est fait prisonnier doit savoir que tout sera fait pour le sauver sans le tuer. »

— Mordechai Fink, père de Yossi Fink, capturé en 1986 à propos de la formulation de la directive Hannibal.

### Vidéo
- (en) The IDF Hannibal Protocol Le commandant du 51e bataillon Golani prépare ses troupes à la veille de leur entrée dans Gaza pendant l'opération Plomb durci ; diffusé sur Israël Television Channel 2 News le 16 octobre 2011.